# Most mutasd meg!
A Most mutasd meg! (The Game) a Született feleségek (Desperate Housewives) című amerikai filmsorozat hetvenharmadik epizódja. Az Amerikai Egyesült Államokban először az ABC (American Broadcasting Company) adó sugározta 2007. október 14-én.

## Mellékszereplők
- Nathan Fillion - Adam Mayfair
- John Slattery - Victor Lang
- Polly Bergen - Stella Wingfield
- Kristi Clainos - fiatal nő
- James Luca McBride - Al Kaminsky

## Mary Alice epizódzáró monológja
- A narrátor, Mary Alice monológja az epizód végén így hangzik (a magyar változat alapján):

"Minden gyerek imád játszani. Ám a gyerekek felnőnek, és új játékokat találnak ki maguknak. Tettetik, hogy jól vannak, hogy a családjuk ne aggódjon. Hazudnak a kedvesüknek arról, hogy hová mennek délután. Mindenféle mesét találnak ki, hogy elrejtsék az igazságot a barátaik elől. Látható: mindenki örömét leli a játékban. Egészen addig a pillanatig, míg valaki meg nem sérül."

## Epizódcímek szerte a világban
- Angol: The Game (A játék)
- Német: Scharade (Most mutasd meg!)
- Olasz: Il Gioco (A játék)
- Lengyel: Szarada (Most mutasd meg!)